# 電子雜誌
電子雜誌（英語：Ezine）也称在线／线上杂志（Online magazine）或网络／网站杂志（Webzines），有別於電子書，可以呈現出豐富的多媒體影音互娱效果，是傳統平面雜誌功能增強與數位化的替代品，通常為數位格式的檔案，使用者可以透過網頁瀏覽器，進行線上閱讀或是下載觀看。

## 出版
通常電子雜誌的出刊週期大都分為：週刊、雙週刊、半月刊、季刊、月刊、雙月刊、年刊等等。大多數的電子雜誌會在封面上標示出版的日期；此外，與傳統雜誌不同的是，電子雜誌通常需要一個網站形式的發行平台，使用者可以經由註冊與登入程序於網站上購買、閱讀、或免費下載。

## 閱讀方式
閱讀者可以使用個人電腦設備以執行檔形式開啟電子雜誌或是利用電子雜誌出版商提供之雜誌閱讀器進行閱讀。另外，若出版商提供電子雜誌線上觀看，則使用者可以使用網頁瀏覽器進行線上的即時播放。

## 內容呈現
電子雜誌\普遍利用Flash程式撰寫模仿傳統實體雜誌的翻頁效果，閱讀者於電子雜誌開啟後，可以使用滑鼠拖拉頁面翻頁的方式進行閱讀，電子雜誌通常也設計了許多的功能按鈕，這些功能按鈕包括翻頁按鈕、放大鏡檢視、頁面搜尋等等。